# Temps d'écran

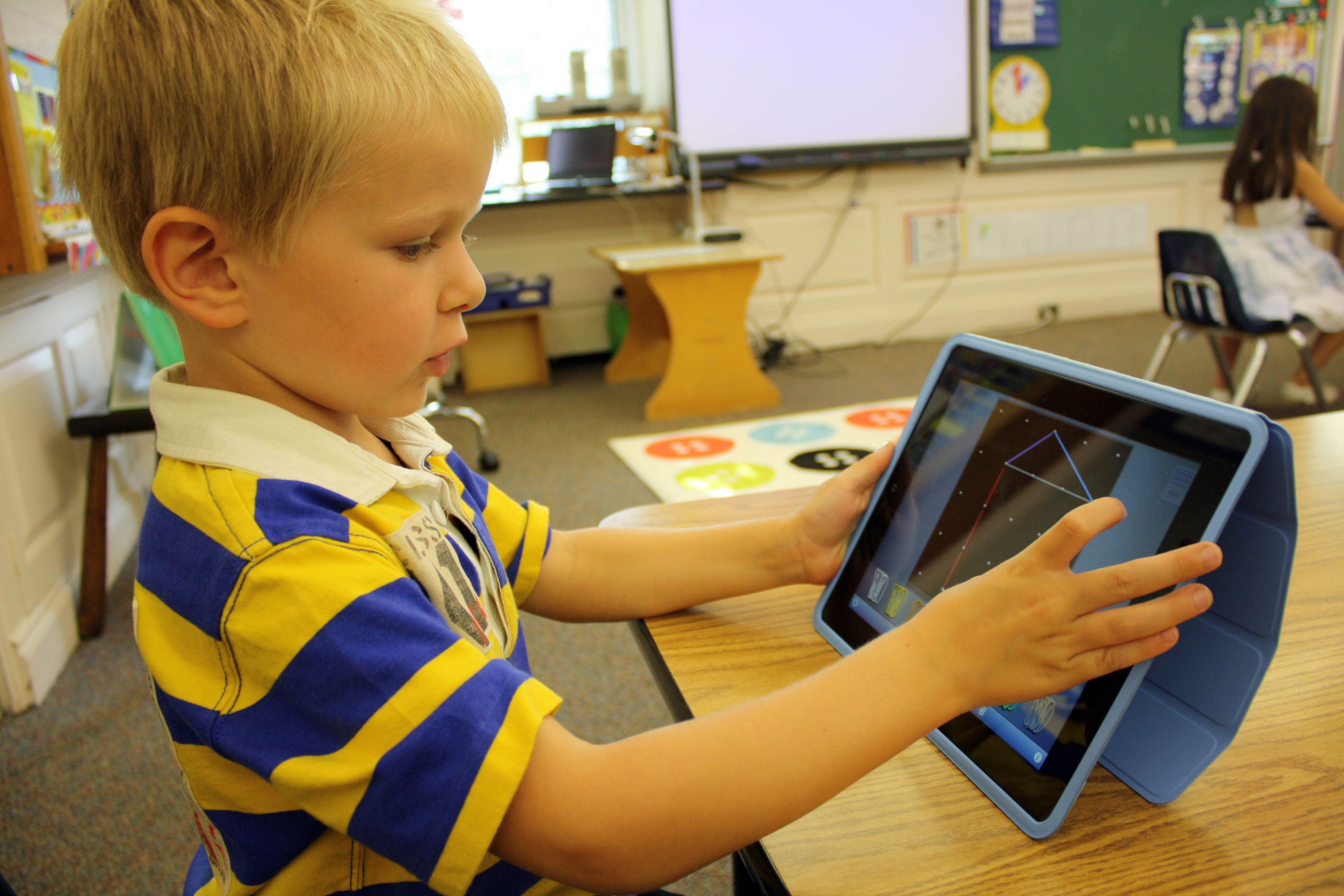
Un enfant utilisant une tablette

Le temps d'écran désigne la somme des temps passés devant les écrans de télévision, d'ordinateurs, de jeux vidéo, ainsi que les tablettes et autres dispositifs portatifs. Il est particulièrement utilisé dans les études et recommandations portant sur l'utilisation des écrans par les enfants. Son augmentation en fait chez ces derniers le principal facteur de sédentarité et de ce fait la première cause de l'obésité infantile. Un temps d'écran excessif est également un important facteur d'isolement social chez l'enfant.
Les études scientifiques démontrant les effets négatifs de l'augmentation du temps d'écran sur la santé des enfants poussent progressivement les différentes autorités de santé à recommander une limitation de leur exposition aux écrans. Ainsi, depuis 2019, l'organisation mondiale de la santé (OMS) recommande le bannissement complet des écrans avant l'âge de 2 ans et de limiter le temps d'écran à une heure par jour entre deux ans et cinq ans. Concluant à des risques de retard d'apprentissage et d'exploration du monde, ainsi que des problèmes pondéraux (surpoids, obésité) et de sommeil (retard d'endormissement, réveils nocturnes), l'Académie Américaine de Pédiatrie comme la Société canadienne de pédiatrie choisissent de s'aligner sur les recommandations de l'OMS,. En France, face aux données montrant l'impact de la surexposition aux écrans sur le développement du cerveau des enfants, sur leurs capacités d'apprentissage, d’attention et de concentration ainsi que sur leur comportement et leur santé physique, la Mission interministérielle de lutte contre les drogues et les conduites addictives et l'Association française de pédiatrie ambulatoire recommandent d'appliquer la règle des 3-6-9-12,.

## Enquête scientifique
La Société Pédiatrique du Canada a mesuré, selon une enquête de 2016, que les parents cherchaient de l'aide en matière d'usage des écrans dans quatre domaines : le temps d'écran, les effets sur la santé et le bien-être, la régulation parentale (le fait, par exemple, d'instaurer des limites), la recherche d'un contenu optimal. Elle en a conclu que la qualité de l'usage des écrans par l'enfant était déterminante, c'est pourquoi cela doit lui être appris et que développer des habitudes de modération du temps d'écran lorsque les enfants sont jeunes est beaucoup plus aisé que de réguler ou de couper l'usage des écrans lorsque les enfants sont plus âgés.
Certains troubles tels que l'anxiété, la dépression, un manque de concentration et de curiosité sont parfois causés par les écrans et ceux-ci ont donc un impact,,.

## Le temps d'écran et la psychologie cognitive
Tel que mentionné ci-dessus, depuis la hausse globale contemporaine du temps d’écran, plusieurs recherches scientifiques évaluent les effets du temps d’écran quant à la santé. Plus spécifiquement, diverses recherches focalisent sur comment le temps d’écran affecte la psychologie cognitive, c’est-à-dire les activités mentales liées à la perception, l'attention, la pensée, le langage et la mémoire. 

### Le temps d’écran et la mémoire
La mémoire, l'habileté de conserver et récupérer des informations, est beaucoup recherchée. Soares et al. (2021) a fait une étude corrélationnelle spécifiquement sur les effets du temps d’écran et la mémoire de travail des adolescents (11 à 18 ans) au Brésil. La mémoire de travail est l'habileté de stocker et utiliser des informations temporairement (Baddeley et Hitch, 1974). Le temps d’écran d'environ quatre milliers d’adolescents a été suivi puis leur mémoire de travail à 22 ans a été évalué. Le visionnement de télévision et les jeux vidéos pour les jeunes garçons adolescents (11 et 15 ans) avait une corrélation positive avec la mémoire de travail. Alors, une association d’amélioration de mémoire de travail avec une augmentation du temps d’écran a été remarquée. Par contre, aucune association significative n'a été trouvée pour les filles. À noter que cette étude corrélationnelle n’indique pas que le temps d’écran cause une amélioration de mémoire de travail, plutôt seulement des relations entre les variables. À noter que cette recherche évalue seulement une partie de la mémoire avec une population limitée. D’autres recherches peuvent aider à mieux comprendre de manière globale les effets du temps d’écran quant à la mémoire.

### Le temps d’écran et l’attention
Un autre aspect de la cognition recherché quant au temps d’écran est l’attention; lorsqu’un individu se focalise sur certains aspects de son environnement pour répondre à certains stimuli. Notamment, Montagni et al. (2016) a fait une étude corrélationnelle regardant l’association entre le temps d’écran et des difficultés d’attention et d’hyperactivité. Environ cinq milliers d’étudiants postsecondaires français ont déclaré leur temps d’écran, puis leur attention a été évaluée en utilisant l'échelle d'auto-évaluation du trouble déficitaire de l'attention avec hyperactivité (ASRS-v1.1). Des associations ont été vues entre le temps d’écran et les difficultés d’attention et d’hyperactivité. Plus précisément, plus de temps d’écran est corrélé avec plus de difficultés d’attention. À noter que cette étude corrélationnelle ne permet pas de conclure que le temps d’écran cause des difficultés d’attention, mais les relations entre ces variables existent. Cette étude est un parmi plusieurs qui explore les effets du temps d’écran et l’attention.

### Le temps d’écran et la psychologie cognitive de l’enfant
Plus précisément, des recherches regardent les effets des écrans sur la cognition des enfants. Muppalla et al. (2023) a compilé une revue présentant un aperçu général des effets du temps d’écran excessif quant au développement des enfants (de la naissance à l’adolescence). Il suggère que le temps d’écran peut aider avec l’apprentissage et l’éducation. Par exemple, les applications pour l’apprentissage de lecture pourraient améliorer des habiletés de lecture et de la pensée créative pour les jeunes enfants (moins de cinq ans). De l’autre côté, le temps d’écran excessif démontre une décroissance du fonctionnement exécutif (fonctions cognitives de haut niveau telles que la planification et la prise de décisions), du développement sensorimoteur (développement des sensations et de la motricité) et des résultats scolaires. De plus, une inquiétude se forme que le temps d’écran diminue les interactions entre les jeunes enfants et leurs parents, ce qui a ensuite un effet néfaste sur le développement linguistique. Autrement dit, des difficultés d’apprentissage de langage (c’est-à-dire les habiletés de s’exprimer et communiquer ses pensées à travers le son ou les symboles) ont été remarquées avec une hausse de temps d’écran chez les enfants. La revue démontre que le temps d’écran peut être un outil pour la cognition des enfants, mais il peut aussi causer des difficultés si ce n’est pas contrôlé.
Une autre revue de Karani et al. (2022) a regardé spécifiquement les effets du temps d’écran sur le développement linguistique des jeunes enfants (moins de cinq ans). Des influences multifactorielles des écrans, par exemple le contenu des informations, l’âge du début du visionnement, et le co-visionnement des parents, ont tous des effets différents sur le développement linguistique. Il a précisé que les trois premières années de vie sont surtout importantes pour le développement du cerveau. Durant cette période les influences de l’environnement, incluant les écrans, ont le plus d’effet. Bref, la revue conclut que les influences négatives du temps d’écran surpassent les effets possibles positifs quant au développement linguistique des jeunes enfants.

### Recommandations gouvernementales
À cause des influences multifactorielles sur la cognition, incluant l’attention, la mémoire et le développement de l’enfant, plusieurs organisations gouvernementales donnent des recommandations concernant l'utilisation des écrans. Par exemple, la Société canadienne de pédiatrie ne recommande aucun temps d’écran (autre que les vidéo-chats) pour les enfants de moins de deux ans, et recommande de limiter le temps d’écran à moins d'une heure par jour pour les enfants entre deux et cinq ans (Ponti, 2022).

## Règle des 3-6-9-12 en France
La « Règle des 3-6-9-12 » a été élaborée par le pédopsychiatre Serge Tisseron en 2008 et a été promu par l'Association Française de Pédiatrie Ambulatoire. Elle a pour but de limiter le temps d'écran des enfants. Elle peut se résumer comme suit : pas d'écran avant 3 ans, pas d'appareils numériques personnels avant l'âge de 6 ans, pas de consoles de jeux portables avant l'âge de 9 ans, pas d'accès Internet avant 9 ans, et les réseaux sociaux après 12 ans,,.

## Dynamique familiale
L’analyse des dynamiques familiales s’appuie, entre autres, sur les rôles des membres d’une même unité familiale. Selon l’étude de Turcotte, l’autorité parentale diminue et le pouvoir est donné aux enfants à l’arrivée des dispositifs électroniques au sein des familles contemporaines alors que leur utilisation est croissante, notamment chez les jeunes. Ces appareils peuvent être responsables de modifications que peut subir la hiérarchie familiale, notamment avec la technoférence, définit par la « technologie qui interfère dans les relations ». La technoférence est parfois présente avant l’arrivée des enfants dans le foyer et, elle occasionne une baisse de la satisfaction des relations sociales et l’augmentation des conflits. Avec la formation de nouvelles familles, la technoférence prend une place considérable alors que les jeunes font un usage important des appareils électroniques modernes (téléphones cellulaires ou mobiles, ordinateurs, lecteur MP3, etc.) et des médias (Twitter, Facebook, Snapchat, Instagram, etc.).

### Les conséquences du temps d’écran prolongé
Les points de vue de nombreux parents concernant la présence de la technologie à la maison et auprès des enfants sont plutôt variés. [4] La place des appareils est manifestement incertaine alors que les familles contemporaines perçoivent la « pratique numérique [comme étant] sans importance ou […] une perte de temps. » De nombreux parents estiment que les écrans sont sujet à causer chez l’enfant un renfermement de sa personne, ils imposent donc une régulation de l’usage des appareils et créeront de nouveaux encadrements pour réduire le temps d’écran, dont la consommation des réseaux sociaux. Des tensions entre les membres de la famille peuvent se manifester avec les parents qui auront de la difficulté à faire respecter des règles établies face aux transgressions des jeunes qui réclament une certaine individualité et une autonomie pour l’utilisation des technologies. Voici quelques règles communes ayant été mises en place par les adultes pour protéger les jeunes d’éventuels dangers rencontrés en ligne: « [l’] obligation d’éteindre les appareils le soir […], limitations des durées de sessions [et même des] priorités mises à la vie de famille […] ». Un usage exemplaire des technologies par le parent est porté à influencer les pratiques quotidiennes des jeunes afin de réduire les risques sur Internet.

## Screen-time shaming
Melissa Morgenlander, détentrice d'un PhD en études cognitives du Teachers College de Columbia University, et chercheuse spécialisée dans les usages de la télévision, des jeux vidéo et des technologies mobiles au service du développement intellectuel et social des enfants, se refuse à définir une durée quotidienne maximale d'usage des écrans, ainsi qu'un âge en dessous duquel leur usage serait déconseillé.
Elle dénonce ce qu'elle appelle le screen-time shaming, qui est un jugement porté de la part de certains parents sur d'autres parents ou leurs enfants. Pour elle, le rôle éducatif d'un parent relativement à l'exposition de son enfant aux écrans dépend d'abord du type de contenu et de la possibilité de partager une interaction sociale avec l'enfant dans le cadre d'un visionnage partagé ou co-viewing.

### Articles de presse
- Martin Untersiger, « Il faut donner à l'enfant un temps global d'écran par jour », le Monde,‎ 23 janvier 2013
- « Screen-time and young children : promotiong health and development in a digital world », Paediatrics & child's health,‎ 15 février 2018 (DOI 10.1093/pch/pxx197) (en)